# Fritz Feigler

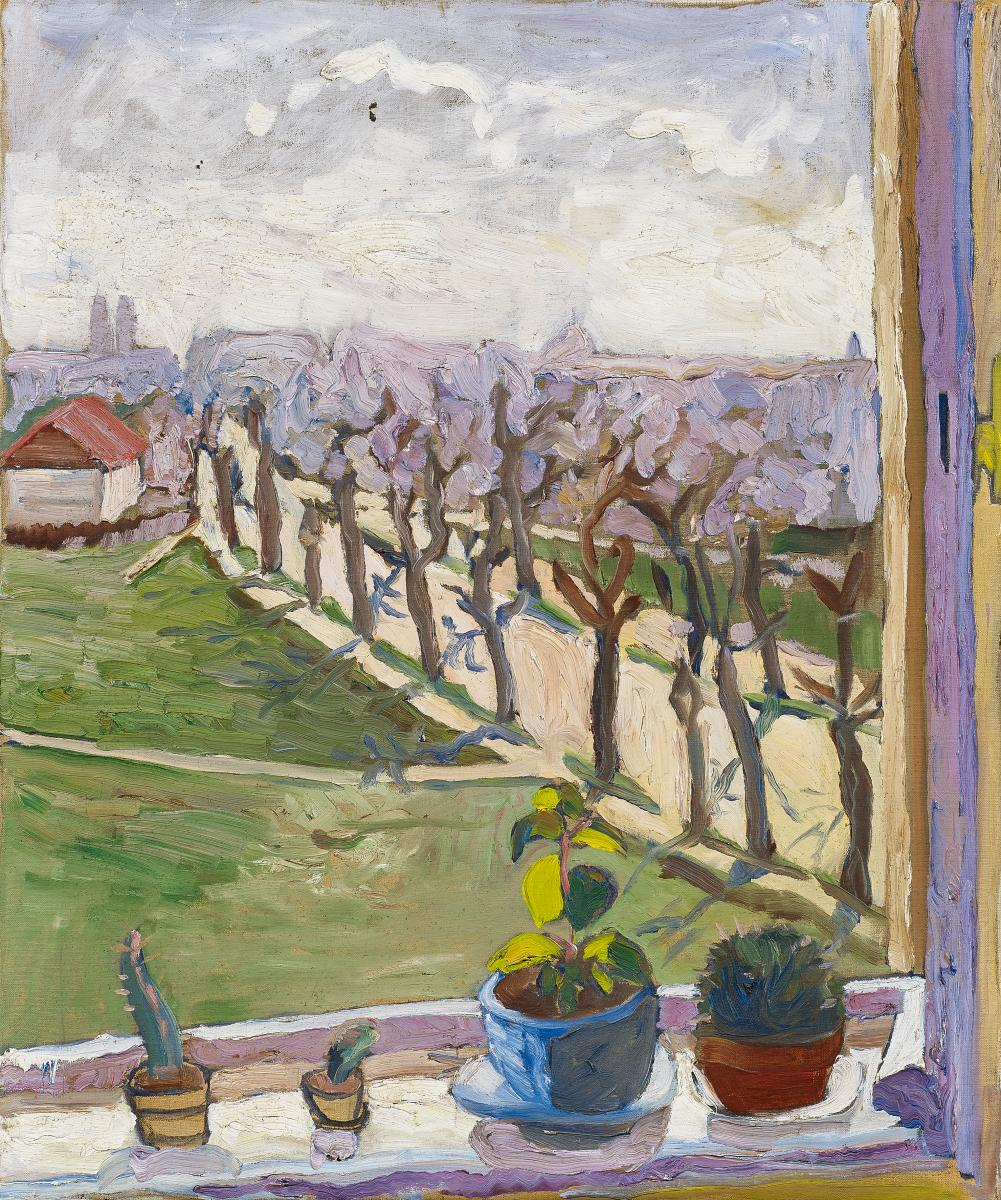
Blick aus dem Atelierfenster München

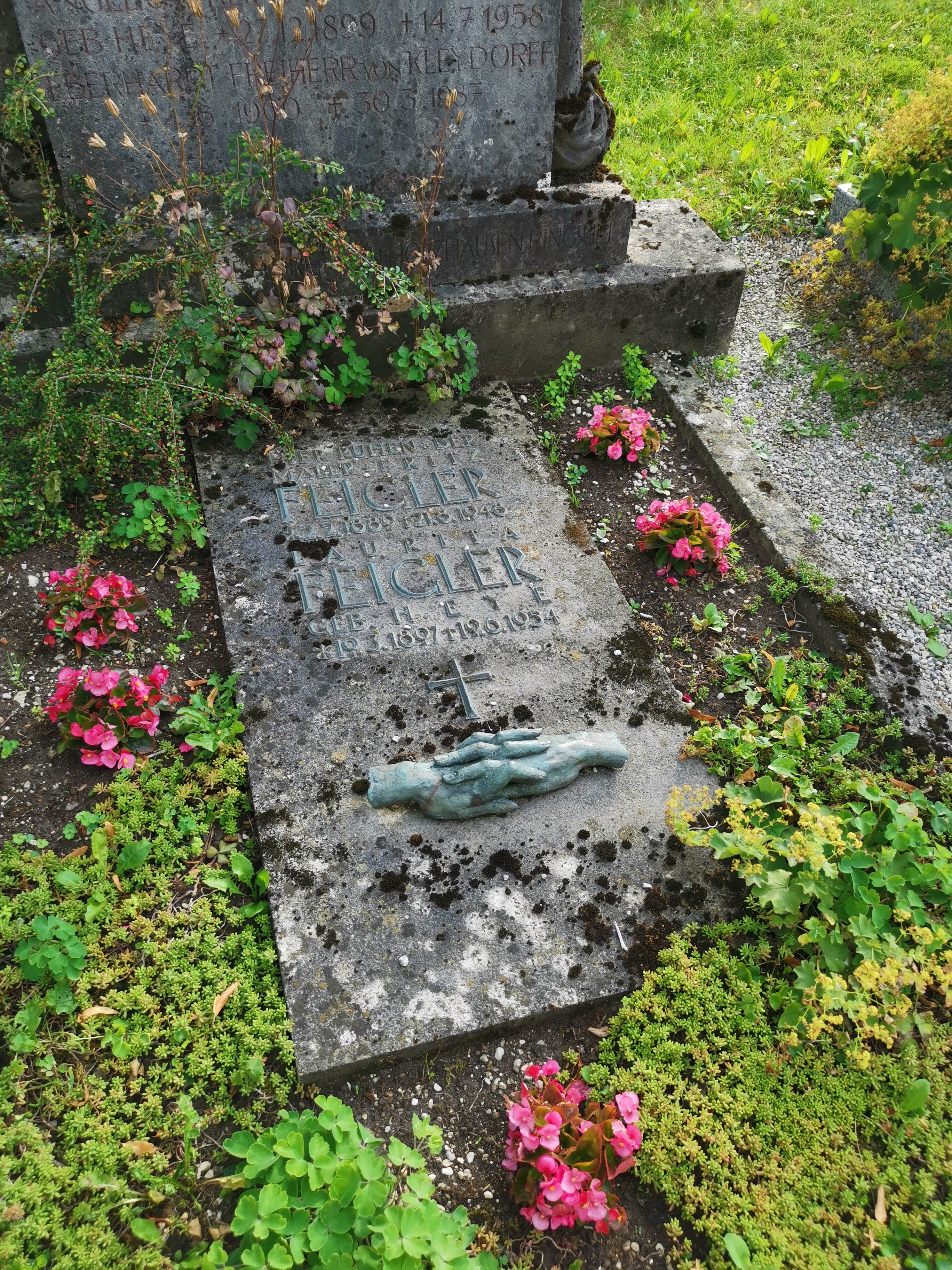
Grab von Fritz und Laurita Feigler in Holzhausen am Starnberger See

Fritz Feigler (* 2. Februar 1889 in Düsseldorf; † 21. August 1948 in Ambach am Starnberger See) war ein deutscher Maler und Graphiker, dessen Werk dem Expressionismus zuzuordnen ist; er gehörte zum Kreis um Johanna Ey und Das Junge Rheinland und lehrte von 1926 bis 1933 als Professor an der Staatlichen Hochschule für bildende Kunst Weimar, einer 1925 aus dem Bauhaus ausgegliederten Institution. Fast sämtliche Gemälde und der größte Teil seines graphischen Werkes verbrannten 1943 während eines Bombenangriffs.

## Leben
Fritz Feigler wurde am 2. Februar 1889 als Sohn eines Kaufmanns geboren. Er zeichnete und malte von klein auf und setzte nach Absolvierung des Einjährigen seine Ausbildung als Maler gegen den zähen Widerstand der Eltern durch. Stipendien für außergewöhnliche Begabung ermöglichten ihm das Studium. Seine Lehrer waren Peter Janssen, Eduard Gebhardt und später Adolf Münzer.
1911 war Feigler bereits Meisterschüler, 1913 erhielt er seinen ersten öffentlichen Auftrag.
1915 bis 1916 leistete Feigler als Infanterist Kriegsdienst, wobei er zwar nicht verwundet wurde, aber sich ein Lungenleiden zuzog (55 % kriegsbeschädigt).
1917 erhielt er eine Plakette für hervorragende Leistungen und den Rompreis, der ihn wegen der Sperrung der Grenzen jedoch nicht ins Ausland führte.
1920 wohnte er in Kaiserswerth bei Düsseldorf. Er war befreundet mit Herbert Eulenberg, Johanna Ey, Max Ernst, Otto Dix, Gert Heinrich Wollheim u. a., aus denen 1919 die Künstlergruppe „Das Junge Rheinland“ hervorging.

## Werk
1923/24 arbeitete er an dem Jubiläumsbuch für die Zeche Ewald und trieb wochenlangen Studien unter Tage.
Künstlerische Erfolge hatte er mit seinen dunkeltonigen Gemüsestillleben und Holzklobenbildern. Gefördert wurde er durch den Kunstverein für die Rheinlande und Westfalen und durch das Kunstmuseum Düsseldorf.
1926 nahm er an einer Kollektivausstellung im Kunstverein für die Rheinlande und Westfalen in Düsseldorf mit einem „Großen Selbstbildnis“ sowie den Bildern „Ananas“ und „Der Bettler“ teil. Im gleichen Jahr wurde er als Professor an die Kunstschule in Weimar berufen.
In der Weimarer Zeit entstanden mehrere figürliche Kompositionen, das große Bild eines französischen Offiziers‚ das als erstes eine lichtere Farbgebung einleitete, die ersten
Fassadenbilder; es folgte ein großer öffentlicher Auftrag. Die Absicht der thüringischen Regierung, Feigler zum Direktor der Kunstschule zu machen, scheiterte an der politischen Umwälzung. Daher ging er als selbständiger Maler nach Berlin. Eine Auswahl seiner Fassadenbilder, Blumen- und Gemüsestillleben stellte Rudolf Probst 1931 in Dresden aus, wobei ein Bild mit Reitern wegen der neuartigen, suggestiven Darstellung der Bewegung auffiel.
Infolge seiner kritischen Einstellung zum Nationalsozialismus waren ihm Lehrtätigkeit, Beschickung der großen Ausstellungen und äußerer Erfolg versperrt und er vereinsamte. 1937 wurden in der Aktion „Entartete Kunst“ nachweislich sechs seiner Werke aus der Städtischen Kunstsammlung Chemnitz und der Kunstsammlung der Stadt Düsseldorf beschlagnahmt und vernichtet.
Feigler unternahm jährliche Reisen nach Italien und auf den Balkan. Es entstanden viele leuchtende Aquarelle, große Gemüse- und Fischstillleben sowie einige große Porträts. 1939 nahm er erneut an einer Kollektivausstellung im Kunstverein für die Rheinlande und Westfalen teil.
Im gleichen Jahr erlitt Feigler einen Lungenriss, der stetig ein größeres Leiden wurde. Monatelang hielt er sich während des Winters in Italien auf. In dieser Zeit entstanden die großen italienischen Straßenbilder, mehrfigurige große Aktkompositionen und der ersten Bilder Grün in Grün aus dem Tiergarten. Im Januar 1940 stellte er bei Fritz Gurlitt in Berlin aus.
1943 verbrannten sämtliche Arbeiten der letzten 30 Jahre, bis auf wenige Zeichnungen, Aquarelle und Ölstudien bei der Vernichtung des Berliner Heims durch Bomben. Feigler fand mit seiner Frau Wohnung in Ambach am Starnberger See. Hier entstanden Baum- und Waldzeichnungen‚ Stillleben, Porträts, hauptsächlich Kinderporträts. 1946 verlor er die Ambacher Wohnung und lebte zehn Monate unter beschränktesten Raumverhältnissen, bis er 1947 eine neue Wohnung fand. Trotz seiner Krankheit arbeitete er unermüdlich bis Sommer 1948.

## Stimmen zum Künstler
„Alles, was mit der Kunst zusammenhing, war bitter, bissig, fadenscheinig, laut, unredlig und unruhig bis auf die wenigen Stunden, wo man, verlassen wie an einem endlosen Strand, einmal wirklich auf der Leinwand ein winziges Stück Bewährung zustande brachte und für kurze Zeit, wie in einem Ruck, Beruhigung eintrat.“

## Ausstellungen
- 1920er Jahre: Teilnahme an mehreren Gruppenausstellungen der Künstlervereinigung Das Junge Rheinland
- 1926: Kollektivausstellung im Kunstverein für die Rheinlande und Westfalen, Düsseldorf
- 1939: Kollektivausstellung im Kunstverein für die Rheinlande und Westfalen, Düsseldorf
- Januar 1940: Ausstellung in der Galerie Gurlitt in Berlin
- 1950: Gedächtnisausstellung im Kunstmuseum Düsseldorf